# Marie Bosse
Marie Bosse, también conocida como La Bosse (muerta el 8 de mayo de 1679), fue una envenenadora, adivina y supuesta bruja francesa. Fue una de los acusados en el conocido como asunto de los venenos, siendo además quien señaló a La Voisin, figura central del escándalo.

## Biografía
Bosse, viuda de un comerciante de caballos, fue una de las adivinas más famosas de París. Fue, además, envenenadora profesional, proporcionando veneno a quienes querían deshacerse de alguien. A finales de 1678, Bosse asistió a una fiesta organizada por su amiga Marie Vigoreaux en la Rue Courtauvilain. Durante la misma, Bosse se emborrachó, alardeando de que podría retirarse en poco tiempo gracias a la fortuna obtenida vendiendo venenos mortales a miembros de la aristocracia. Por aquel entonces, la policía de París se encontraba investigando la venta de venenos en la ciudad. Uno de los invitados a la fiesta, el abogado Maitre Perrin, informó a la policía de las declaraciones de Marie Bosse. La policía envió a la esposa de uno de sus oficiales junto a Marie Bosse con el fin de pedirle veneno para matar a su marido, proveyéndole Bosse de uno que posteriormente se comprobó era mortal.
La mañana del 4 de enero de 1679, Marie Bosse fue detenida junto a su hija Manon y sus hijos Francois, soldado de la guardia real, y Guillame. Según informes, la familia fue hallada cometiendo incesto en la única cama de la casa al momento de ser arrestados. Marie Vigoreaux fue arrestada ese mismo día, descubriéndose que había mantenido relaciones sexuales con todos los miembros de la familia de Bosse. Las confesiones de ambas revelaron que la venta ilegal de veneno estaba siendo ejercida por una red de adivinos. Esto condujo al arresto de La Voisin y al estallido del asunto de los venenos. Marie Bosse confesó haber vendido el veneno que Marguerite de Poulaillon empleó en el intento de asesinato de su marido. Marie Vigoreaux murió mientras era sometida a interrogatorio bajo tortura el 6 de mayo de 1679.
Marie Bosse fue condenada a muerte y quemada en la hoguera el 8 de mayo de 1679, siendo también sus hijos y sus colaboradores condenados a muerte.